# 朴鎮宇
朴鎮宇（韓語：박진우，1983年7月31日—），韓國男演員。

## 演出作品

### 电视剧
- 2005年：MBC《Non-stop 5》飾演 朴鎮宇
- 2005年：KBS《她回來了》飾演 鄭河祿（青年）
- 2006年：SBS《不良家族》飾演 河泰景
- 2007年：MBC《泡菜奶酪微笑》飾演 鮮于的初戀男友（第98集客串）
- 2007年：SBS《戀人啊》飾演 康哲
- 2008年：KBS《無法阻擋的婚姻》飾演 邱崇在
- 2008年：SBS《風之畫師》飾演 張曉元
- 2008年：MBC《之前&之後整形外科》飾演 毀容歌手東俊（第6集客串）
- 2008年：SBS《飛天舞》飾演 南宮成
- 2009年：KBS《千秋太后》飾演 庾行簡
- 2009年：KBS《全都給你》飾演 李岡浩
- 2012年：tvN《玻璃假面》飾演 金河俊
- 2013年：MBC《Medical Top Team》飾演 宋凡俊
- 2014年：KBS《鄭道傳》飾演 禑王
- 2015年：KBS《今天開始我愛你》飾演 姜道振
- 2017年：MBC《擺飯桌的男人》飾演 李紹源
- 2019年：SBS《可疑的岳母》飾演 吳恩錫

### 電影
- 2004年：《我的小小新娘》飾演 李政宇
- 2006年：《多細胞少女》飾演 安新力
- 2008年：《不良少婦》飾演 李清杜

## 外部連結
- 官方網站 （页面存档备份，存于）